# Platyrhabdus inflatus
Platyrhabdus inflatus là một loài tò vò trong họ Ichneumonidae.